# Madrasostes simplex
Madrasostes simplex är en skalbaggsart som beskrevs av Renaud Maurice Adrien Paulian 1989. Madrasostes simplex ingår i släktet Madrasostes och familjen Hybosoridae. Inga underarter finns listade i Catalogue of Life.